# Орлетон, Адам
Адам Орлетон (англ. Adam Orleton или Adam of Orlton, Adam de Orlton, Adam de Orleton; умер 18 июля 1345) — английский церковный деятель, епископ Херефорда, Вустера и Уинчестера.

## Биография
Родился в одном из поместий, принадлежавших Мортимеру. Долгое время служил в папской курии. Был назначен епископом Херефорда 15 мая 1317 года, посвящён 22 мая того же года. Поддерживал Роджера Мортимера в его выступлениях против фаворитов Эдуарда II Диспенсеров. В феврале 1324 года на сессии Парламента Диспенсер обвинил Орлетона в устройстве побега Мортимера из Тауэра. Орлетон, пользуясь своим епископским правом на неприкосновенность, отказался давать объяснения, указав, что его могут призвать к ответу лишь папа, архиепископ Кентерберийский и духовные лица одного с ним ранга. Эдуард отдал приказ арестовать Орлетона, что вызвало возмущение среди духовенства. Несколько архиепископов пригрозили отлучением всякому, кто посягнёт на свободу служителя церкви. Эдуард настоял на своём: Орлетон был взят под стражу, а его имущество конфисковано. Король в мае 1324 года потребовал от Иоанна XXII, чтобы тот лишил Орлетона епископского сана. Однако папа отказался, сославшись на отсутствие доказательств измены.
Осенью 1326 года во время мятежа против Эдуарда II Орлетон был избран английскими епископами своим представителем и присоединился к Изабелле Французской и Роджеру Мортимеру в Кембридже. Оказывал заговорщикам материальную поддержку. В Оксфорде в церкви святой Марии выступил с проповедью о злодеяниях Диспенсеров. Орлетон был послан к пленённому Эдуарду II с целью убедить того передать Большую государственную печать королеве. На январской, 1327 года, сессии Парламента в Лондоне, решавшей судьбу свергнутого короля, Орлетон произнёс проповедь, направленную против Эдуарда II. Он утверждал, что королева не может вернуться к мужу, так как это приведёт её к гибели, указал на неспособность короля править страной и, в заключение, призвал сделать выбор в пользу наследного принца. Когда будущий Эдуард III отказался принять корону без согласия отца, Орлетон возглавил делегацию из тридцати лордов и епископов в замок Кенилворт, место заключения Эдуарда II, для получения формального отречения. По сообщению Томаса Уолсингема, Орлетон на предварительной встрече с Эдуардом II в жёсткой форме потребовал от него отречения. Епископ пригрозил королю, что в случае, если он будет упорствовать, народ возведёт на трон представителя другой семьи (подразумевался Мортимер). Если же Эдуард согласится добровольно передать власть сыну, он сможет продолжить жизнь в почёте. Король согласился на отречение. Орлетон вошёл в регентский совет, созданный при несовершеннолетнем Эдуарде III, где вместе с сэром Оливером Ингхэмом представлял интересы Мортимера, не имевшего никакой официальной должности. С 28 января по март 1327 года Орлетон занимал пост лорда-казначея. Весной 1327 года был направлен к Вильгельму де Эно, чтобы просить руки его дочери для молодого короля. Позднее Орлетон направился в Авиньон за папским разрешением на брак английского короля с троюродной сестрой. Пребывая в Авиньоне, Орлетон принял от Иоанна XXII назначение епископом в Вустер (с 25 сентября 1327 года), обойдя кандидата, предложенного королевой Изабеллой и Мортимером. Назначение Орлетона вызвало недовольство Изабеллы и её фаворита, и епископ, вернувшийся в октябре в Англию, несколько месяцев был в опале. Однако после того, как Орлетон дал объяснения в Парламенте по поводу получения должности, он смог получить доходы, положенные ему как епископу Вустерскому. 16 мая 1328 года Орлетон вместе с епископом Нортбергом отправился во Францию, чтобы официально объявить претензии Эдуарда III на французскую корону.
По утверждению хрониста Джеффри Ле-Бейкера, Орлетон сыграл роковую роль в смерти Эдуарда II. Именно епископу Херефорда Бейкер приписывает сочинение по просьбе королевы Изабеллы двусмысленного послания (лат. Eduardum occidere nolite timere bonum est — «Бойтесь убить Эдуарда, страшиться сего есть благо» или «Не страшитесь убить Эдуарда, сие есть благо»). Современные историки считают это сообщение неправдоподобным: большую часть 1327 года Орлетон провёл за пределами Англии. Кроме того, Бейкер позаимствовал детали из рассказа Матвея Парижского об убийстве королевы Венгрии Гертруды Меранской в 1213 году.
1 декабря 1333 года Орлетон, использовав своё влияние на папу, стал епископом Уинчестера. Назначение Орлетона в богатейшую английскую епархию вызвало гнев Эдуарда III. Король обвинил Орлетона в том, что он участвовал в убийстве Эдуарда II. Однако епископ отрицал свою причастность к смерти свергнутого короля, не нашлось и доказательств его вины. Орлетон был оправдан, позднее ему довелось выполнять различные дипломатические поручения. В 1334 году епископ издал «Апологию», где доказывал свою невиновность. Умер 18 июля 1345 года.

## Образ в художественной литературе
Адам Орлетон — действующее лицо романа Мориса Дрюона «Французская волчица» из серии «Проклятые короли».